# Alexandru al V-lea (antipapă)
Pierre Phylargis, Philarges sau Filargo, denumit Pierre de Candie (Pietro di Candia în italiană), (n. 1339, Creta, Republica Veneția – d. 3 mai 1410, Bologna, Statele Papale) a fost ales papă la Pisa sub numele de Alexandru al V-lea în timpul Marii Schisme occidentale. La fel ca toți papii din Avignon și Papii de la Pisa din acea vreme, el este considerat astăzi de către Biserica Romano-Catolică ca un antipapă.
S-a născut în Creta (pe atunci aparținând Republicii Venețiene și numită Candie) de părinți necunoscuți și intră în Ordinul Franciscan. Fiind foarte talentat, este trimis sa studieze la universitatea din Oxford, apoi la cea din Paris. Marea Schismă occidentală apare în timpul șederii sale la Paris. El susține tabăra Papei din Roma Urban al VI-lea. S-a mutat în Lombardia unde, datorită Ducelui de Milano Jean Galéas Visconti, a devenit episcop, pentru prima dată la Piacenza în 1386, apoi la Brescia în 1387, Vicenza în 1388, Novara în 1389,  înainte de a deveni arhiepiscop de Milan în 1402. De asemenea, predă teologie la Pavia și conduce numeroase misiuni diplomatice în întreaga Europă.

## Cardinal și papă
Numit cardinal de papa Romei Inocențiu al VII-lea în data de 12 iunie 1405, în aceeași zi cu viitorii papi Grigore al XII-lea și Martin al V-lea, și-a dedicat toată energia reîntregirii Bisericii, împărțită între doi papi rivali. El este unul dintre promotorii Conciliului de la Pisa, ceea ce provoacă nemulțumirea papei Grigore al XII-lea, care îl privează apoi de arhidieceza și demnitatea sa de cardinal.
Conciliul de la Pisa, deschis în data de 25 matie 1409, îl destituie pe papa de la Roma, Grigore al XII-lea și pe cel de la Avignon, Benedict al XIII-lea, dar aceștia refuză să cedeze. Cardinalii prezenți îl aleg pe Pierre de Candie să ocupe tronul pontifical. Este ales papă sub numele de Alexandru al V-lea la 26 iunie 1409 și încoronat la data de 7 iulie 1409. Alegerea sa nu a reușit decât să creeze un al treilea papă rival.
Pe parcursul celor zece luni în care a fost papă, el promite mai mult decât realizează, renunță la anumite drepturi și restabilește sistemul de alegeri canonice pentru catedrale și mănăstiri principale. El distribuie în mod generos favorurile papale de care beneficiază în principal ordinele cerșetorilor. Pentru a contracara pe papa Grigore al XII-lea și pentru a-și extinde influența cu ajutorul Franței, el excomunică pe  Ladislau I, rege din Napoli, și a numit în locul său pe Ludovic al II-lea de Anjou, susținând acest regat susținut anterior de Papa de la Avignon. El ridică trupe care ocupă Roma în ianuarie 1410, dar preferă să se stabilească în Bologna.

## Moartea
În acest oraș a murit brusc în noaptea de 3 spre 4 mai 1410 la 69 de ani. Zvonurile spun că a fost otrăvit de Baldassare Cossa, succesorul său cunoscut sub numele de Antipapa Ioan al XXIII-lea. Este înmormântat în Biserica Sfântul Francisc din Bologna.

## Papă sau Antipapă
Conciliul de la Pisa a eșuat în pretenția sa de reunificare a Bisericii Catolice. Marea Schismă nu s-a încheiat până în 1415 la Conciliul de la Konstanz care i-a destituit pe Papa de la Avignon și pe cel de la Pisa și a primit demisia Papei Romei la 4 iulie 1415, înainte de a alege la 11 noiembrie 1417 pe Martin al V-lea.
Dacă Alexander al V-lea trebuie sau nu considerat un antipapă sau un papă legitim este încă o problemă în dezbatere. Vaticanul consideră că singurii papi legitimi sunt cei din Roma. Aceasta este singura poziție logică, deoarece nu pot exista doi pontifi legitimi în același timp.
Cu toate acestea, când în 1492 Rodrigo Borgia a fost ales papă, a ales numele de Alexandru al VI-lea, având grijă să nu repete numele și numărul lui Petros Filargis, Alexandru al V-lea. Dar acest lucru nu dovedește nimic, deoarece atunci lista papi (care nu a avut niciodată un caracter de credință) nu a fost fixată definitiv.
Este foarte adevărat că lista papilor, așa cum apare în anuarul pontifical, nu are suficientă autoritate pentru a decide problema legitimității papale, și, prin urmare, dacă este corectă faptul că existența unui papa Alexandru al VI-lea nu-l legitimează pe Alexandru V, din același motiv ca faptul că același Alexandru V nu se află pe lista din anuarul pontifical și acest fapt nu îl face nelegitim.
În 1958, cardinalul Angelo Giuseppe Roncalli nu a avut aceleași scrupule în preluarea numelui și numărului Antipapei Ioan al XXIII-lea care a fost cel de-al doilea (anti) papă din Pisa. Dar atunci lista neoficială a suveranilor pontifi fusese modificată.